# Química matemática
Química matemática é a área de pesquisa engajada em novas aplicações da matemática à química. Ela se preocupa principalmente com a modelagem matemática de fenômenos químicos. A modelação matemática dos fenômenos químicos pode ser observada, por exemplo, se moléculas geradas por um modelo computadorizado de uma reação química mostra uma propriedade matemática semelhante à auto-replicação, esse modelo matemático pode ser um candidato para novas experiências no laboratório.
A química matemática fornece explicações e previsões desde a química teórica e química quântica a campos aplicados como modelagem molecular, desenho de fármacos, engenharia molecular e desenvolvimento de estruturas supramoleculares.